# Rusty Rivets : Inventeur en herbe
Rusty Rivets : Inventeur en herbe est une série télévisée d'animation canadienne CGI en 78 épisodes de 11 minutes produite par Arc Productions et Spin Master Entertainment, et diffusée entre le 8 novembre 2016 et le 8 mai 2020 sur Nickelodeon et à partir du 16 janvier 2017 sur Treehouse TV.
Inspiré par des éléments de la culture maker, il suit les aventures d'un jeune inventeur nommé Rusty et de son équipe de robots personnalisés.
La première saison était le dernier projet animé d'Arc Productions avant d'être absorbé par Jam Filled Toronto en août 2016.
En décembre 2018, de nouveaux épisodes ont été transférés sur la chaîne Nick Jr.
En France, la série est diffusée sur TF1 et depuis le 1er avril 2017 sur Nickelodeon Junior. Au Québec, elle est diffusée depuis le 6 juin 2018 sur Yoopa.

## Synopsis
Un jeune garçon nommé Rusty Rivets utilise ses connaissances en ingénierie pour réutiliser des pièces de machines et créer des gadgets. Il vit en ville [réf. nécessaire] de Sparkton Hills avec ses amis Ruby Ramirez, un tyrannosaure robotique nommé Botasaur, et un groupe de robots plus petits connus sous le nom de Bits. L'exposition met en lumière une variété de concepts liés aux sciences et technologies de base.

## Personnages

### Personnages principaux
- Rusty Rivets : Un ingénieur. Il a son propre laboratoire mobile, qui est basé dans une cour de recyclage. Il est l'arrière-arrière-petit-fils de Ruston Rivets IV, que Ruby devine entendre le numéro, indiquant qu'il est Ruston Rivets VIII.
- Ruby Ramirez : la meilleure amie de Rusty qui porte normalement une tablette informatique qu'elle utilise pour appeler les Bits à l'action. Ruby porte une ceinture rouge avec des points blancs autour de sa tête, rappelant Rosie the Riveter.
- Frankie Fritz : Le principal antagoniste, Frankie est le rival de Rusty et Ruby, ennemi juré et voisin, utilisant toutes les occasions qu'il peut pour essayer de monter Rusty et d'être le meilleur ingénieur Sparkton Hills, ayant même recours à la triche pour y parvenir.
- Frankford : L'antagoniste secondaire, Frankford est la moufette robotique de Frankie, meilleur ami et homologue de Bytes. Il aide Frankie dans ses tentatives de mettre Rusty hors de combat.
- Ray : Un petit membre des Bits de couleur rouge avec un seul œil qui fonctionne comme une lampe de poche.
- Whirly : Un morceau rose qui ressemble à un colibri. Elle a une paire d'ailes et une hélice sur la tête.
- Crush : Un bit orange fabriqué à partir d'une pince, qui peut écraser et tenir de petits objets.
- Jack : Un embout en forme de cube qui obéit sans relâche et qui peut soulever et transporter des objets à l'aide de ses bras de type chariot élévateur.
- Botasaur : Le plus grand membre de l'équipe de Rusty, inspiré du Tyrannosaurus rex. Il est le compagnon de Rusty.
- Botarilla : le gorille robotique de Rusty, qui peut grimper sur les arbres et se balancer sur les vignes.
- TigerBot : le tigre robotique de Rusty, qui peut grimper avec ses griffes de tigre.
- ElephantBot : L' éléphant robotique de Rusty, qui peut pulvériser de l'eau sur sa trompette.
- Bytes : le chien robotique de Rusty, qui communique en aboyant. Il ne participe généralement pas aux missions.
- Kittybot : Le Chat robotique de Ruby, qui communique en miaulant. Elle peut s'asseoir.
- Robo-Squirrel : Écureuil robotique de Rusty qui peut détruire des choses.
- Frankfurt : le canard de Rusty qui peut nager sur l'étang. Il peut marcher.

### Personnages récurrents
- Liam : Un jeune garçon aux cheveux blonds qui a souvent besoin d'être secouru.
- Emily : Une jeune fille qui a fait son apparition dans la saison 2, qui est une amie de Liam.
- Ranger Anna : Une passionnée d'animaux aux cheveux roux responsable des Scouts de Sparkton Hills dont Rusty et Ruby font partie.
- Chef Betty : Un expert culinaire aux cheveux noirs. Exprimé par Novie Edwards.
- Sammy Scoops : Un vendeur de glaces.
- Samantha : Ils se lancent dans les affaires ensemble dans "Captain Scoops" et sont représentés en train de jouer au football ensemble dans "Rusty's Spaceship".
- M. Higgins : Le premier inventeur de la ville qui a inspiré Rusty.
- Officier Carl : Un officier de police.
- Mme Rivets : la mère de Rusty.
- Chompers : Le castor domestique de Rusty qui peut remuer avec sa queue de castor.
- Madame McCloud : la mère de Liam.

## Voix françaises
- Élodie Menant : Rusty (voix chantée)
- Romain Altché
- Christophe Desmottes : l'officier Carl
- Bertrand Dingé
- Marie Diot
- Benoît Du Pac
- Xavier Fagnon
- Stanislas Forlani
- Emmylou Homs
- Gilbert Lévy
- Anne Mathot
- Anne-Sophie Nallino : Mme Rivet
- Alexandra Pic
- Isabelle Volpé

 Source et légende : version française (VF) sur RS Doublage

## Aperçu de la série
Vingt-six épisodes ont été confirmées,,. Le 24 mai 2017, la série a été renouvelée pour une deuxième saison. Le 22 mai 2018, il a été renouvelé pour une troisième saison.

## Épisodes
| Saison | Saison | Saison | Segments | Épisodes | Date de diffusion | Date de diffusion | Date de diffusion | Date de diffusion |
| Saison | Saison | Saison | Segments | Épisodes | États-Unis        | États-Unis        | France            | France            |
| Saison | Saison | Saison | Segments | Épisodes | Début de saison   | Fin de saison     | Début de saison   | Fin de saison     |
| ------ | ------ | ------ | -------- | -------- | ----------------- | ----------------- | ----------------- | ----------------- |
|        | 1      | 1      | 52       | 26       | 8 novembre 2016   | 27 novembre 2017  | 28 novembre 2019  | en cours          |
|        | 2      | 2      | 49       | 26       | 9 janvier 2018    | 1er juin 2019     | NC                | NC                |
|        | 3      | 3      | 49       | 26       | 2 mars 2020       | 8 mai 2020        | TBD               | TBD               |

### Saison 1 (2016-2017)
La première saison de 26 épisodes a été diffusée du 8 novembre 2016 au 27 novembre 2017.
1. Le Botosaure / Un sauvetage en plein vol (Rusty's Rex Rescue/Rusty's Park N' Fly)
2. La Médaille du Super Citoyen / Sauvetage dans la grotte (Rusty Digs In/Rusty's Brave Cave Save)
3. A la rescousse des manchots / Les plans du château de sable (Rusty Dives In/Rusty's Big Top Trouble)
4. La carte au trésor/Rusty / Des dupli en folie (Rusty Marks the Spot/Rusty's Bits on the Fritz)
5. La pêche à la tablette / Le plus grand spectacle au monde ! (Rusty's Bit in the Woods/Rusty's Stuffy Toughy)
6. Des singes… Des bananes / La piste d'atterrissage (Rusty Goes Bananas/Rusty's Night Lights)
7. Une journée au ski / La soirée Camping (Rusty's Ski Trip Blip/Rusty and the Camp Bandit)
8. Le Rusty Band / Le Lance-balle tout terrain (Ruby Rocks Rusty Rocks/Rusty's Balloon Blast)
9. Le Retour du geai buissonnier / La Fête des cupcakes (Rusty's Nest Friend Forever/Rusty's Flingbot)
10. À la rescousse des manchots / B. Les plans du château de sable (Rusty's Penguin Problem/Rusty's Sand Castle Hassle)
11. Un satellite dans l'espace / Gros Poisson (Rusty's Space Bit/Rusty and the Sneezing Fish)
12. Opération : ballon à eau / Le nettoyage du lac (Rusty's Water Works/Rusty's Rubbish Race)
13. L'Anniversaire de Liam / Le Méga Aspirateur (Rusty In Liam Land/Rusty the Vacuum Kid)
14. Rusty et Capitaine Scoops / Le Monstre de la grotte (Rusty and Captain Scoops/Rusty's Creature Catcher)
15. Patinage Chaotique / Conditions rustiques (Rusty Learns to Skate/Rusty's Rustic Adventure)
16. L'Animal mécanique / Le Vaisseau spatial (Rusty and the Mechanical Animal/Rusty's Spaceship)
17. Rusty et les Mini-agents/ Le Barrage du castor (Rusty and the Bit Police/Rusty's Jam at the Dam)
18. Le Boto-fort / La puce et le bulldozer (Rusty's Bota-Fort/Rusty's Bull-Dozer)
19. L'invasion des extraterrestres / La voiture sur pattes (Rusty's Alien Invasion/Rusty's Running Car)
20. Guerre et pêches / Sacrés numéros ! (Rusty Feels Peachy/Rusty's Monkey Mayhem)
21. Botosaure survolté / Attention à la colle ! (Rusty's Pet Project/Rusty Gets Stuck)
22. Le Mystère mystérieux / Liam le Ninja Yoyo Boy (Rusty's Mysterious Mystery/Rusty's Yard-Cade Game)
23. La nuit de la chair de poule / À la recherche des mini-robots (Rusty's Spooky Adventure/Rusty Loses the Bits)
24. Le costume-danseur / Abeilles en vadrouille (Rusty's Dancing Suit/Rusty Bee Good)
25. Panique au pique-nique / Amis en détresse (Rusty's Plant Perdicament/Rusty's Beach Day Delay)
26. Robot Rusty / Chatastrophe! (Rusty's Kitty Catastrophe/Robo Rusty)

### Saison 2 (2018-2019)
La série a été renouvelée pour une deuxième saison de 26 épisodes qui a été diffusée du 9 janvier 2018 au 1er juin 2019.
1. Titre inconnu (Ruby's Comet Adventure/Rusty's Messy Mishap)
2. L'atelier mobile de Rusty (Rusty's Mobile Rivet Lab)
3. Rusty casse sa tirelire / SOS baleine (Rusty's Piggy Bank Heist/Rusty's Whale of a Problem)
4. Botogorille est là ! / Le formidable Botogorille des neiges (Rusty's Monkey Business/Rusty's Snow Problem)
5. Le Méga-dinosaure de Frankie / Gare au Brico-Empilator (Frankie's Botasaur/Rusty's Mega Stacker)
6. Le rallye des petits génies / Une invention givrée (Fix It 500 The Fix It 500/Ice Ice Rusty)
7. Rusty et le robot-écureuil / La journée des drones (Rusty vs. the Robo-Squirrel/Rusty's Day of the Drones)
8. Titre inconnu (Rusty and the Pirates of Sparkton Hills/Rusty and the Mouse Problem)
9. L'anniversaire surprise / Poissons ninjas en péril (Rusty and the Birthday Surprise/Rusty's Ninja Fish Rescue)
10. Un fauteuil pas si relaxant / Un drôle de concours ! (Rusty's Relaxing Recliner/Rusty and the Stinky Situation)
11. A la poursuite du traîneau / Une tarte en plein ciel (Rusty's Runaway Sled/Rusty's Sky Pie Delivery)
12. Titre inconnu (Rusty's Show Must Go On/Rusty and the Smore Snatcher)
13. Le Remède de Rusty / Voyage au centre de Sparkton Ville (Rusty's Sick Fix/Rusty's Journey to the Center of Sparkton Hills)
14. Titre inconnu (Rusty's Walk on the Small Side/Liam Gets Birdnapped)
15. Titre inconnu (Super Rusty vs. Super Villain Bot/Rusty in Space)
16. Titre inconnu (Rusty's Dino Coaster/Rusty's Teacher Appreciation Day)
17. Titre inconnu (Rusty and the Heroic Helpers/Rusty's Monkey Rescue)
18. Un animal pour Liam / Un problème de dôme (A Pet for Liam/Rusty's Dome Trouble)
19. Titre inconnu (Rusty Saves Christmas)
20. Titre inconnu (Rusty and the Temple of Boom)
21. Dans ma bulle / Aventures dans les profondeurs (Rusty's Bubble Trouble/Rusty's Runaway Sub)
22. Un sauvetage qui roule / Le chevalier Rusty (Rusty's Roller Rescue/Knight Time for Rusty)
23. Une évasion éléphantesque / Rusty et le putois volant (Rusty's Elephant Escape/Rusty and the Flying Skunk)
24. L'école dans le ciel / Rusty contre super Frankford (Rusty and the Floating School/Rusty vs. Mega Frankford)
25. Une Mission au Pôle Nord / Super-Liam (Rusty's Arctic Adventure/Super Liam)
26. Rusty, agent secret / Rusty sur la lune (Secret Agent Rusty/Moon Walkin' Rusty)

### Saison 3 (2020)
La série a été renouvelée pour une troisième saison de 26 épisodes qui est diffusée entre le 2 mars et le 8 mai 2020.
1. Rusty et L'île aux Dinos (Rusty's Dino Island)
2. La Mini Aventure / Les jeux d'hiver sans neige (Rusty's Tiny Adventure/Rusty's Warm Winter Games)
3. La course de vélociraptors / Le tricératops (Rusty's Raptor Race/Rusty's Triceratops)
4. Les super chaussures de Frankie / Livraison urgente (Frankie's Super Shoes/Rusty's Rapid Ralph Return)
5. Ozzy a disparu / Sauvetage de ptérodactyle (Rusty and the Search for Ozzy/Rusty's Dactyl Dilemma)
6. Détective Rusty / Sauvetage glacé (Detective Rusty/Rusty's Chilling Rescue)
7. La chasse au trésor / Vélocity fait du babysitting (Rusty's Treasure Island/Rusty's Raptor-Sitting)
8. Liam et sa chenille / Anniversaire de cowboy (Liam's Caterpillar Calamity/Rusty's Birthday Round-Up)
9. La pluie de météores / Dinosaure pour un jour (Rusty's Meteor Madness/Rusty's Dino for a Day)
10. Liam le géant / La randonnée (Liam's Large Adventure/Rusty's Hike Hijinks)
11. L'enlèvement d'Ozzy / Un mystère à résoudre (Ozzy Gets Trapped/Rusty's Island Mystery)
12. Le Botophant-Express / Frankie, le voleur de robot (Rusty and the Elephant Express/Rusty and Ruby on the Fritz)
13. Le stégobot (Rusty's Stegobot)
14. Cache-cache avec un fantôme / Les héros d'Halloween (Rusty's Hide-And-Ghost-Seek/Halloween Hero)
15. Blobbo / Le Franken Monster Truck (Rusty's Franken Monster Truck/Rusty's Adventures in Blobbositting)
16. Il neige sur l'île aux dinos / Sauvetage des bébés raptors (Rusty's Raptor Crossing/Rusty's Dinosaur Snow Day)
17. Voilier à la dérive / Les grenouilles gluantes (Rusty's Floating Adventure/Rusty's Hoppy Adventure)
18. L'étrange sieste d'Ozzy / La chasse aux diamants (Ozzy's Snooze Cruise/Rusty's Diamond Drama)
19. Les singes pirates volants / Jour de livraison (Rusty and the Flying Pirate Monkeys/Rusty's Delivery Day)
20. Giga-Bidule / La folle journée des fondateurs (Rusty's Founder's Day Frenzy/Rusty's Giga-Bytes)
21. Le bébé tricératops / Le cadeau d'anniversaire d'Ozzy (Rusty's Triceratops Trouble/Rusty's Pendant Problem)
22. Le boto-joueur de baseball / Les jouets géants (Rusty's Baseball Bot/Rusty's Giant Toy Trouble)
23. Les mini-robots de Frankie / La glace géante du dimanche (Frankie's Fritz Bits/Rusty's Ice Cream Day Disaster)
24. La migration des girafes / Chaos sur le chantier (Rusty's Giraffe Journey/Rusty's Construction Chaos)
25. Le gouffre de lave / Disparition de maman (Whole Lava Trouble/Rusty's Missing Mom Adventure)
26. Invasion de dinosaures (Rusty vs. The Dino Invasion)

## Production
Rusty Rivets a commencé son développement fin 2014. Le concept a été initialement présenté à Guru Studio, qui a finalement choisi de ne pas développer la série. La première saison a été produite conformément à la politique de Spin Master de travailler sur 1-2 programmes de télévision par an.
La plupart des épisodes de la première saison ont été animés par Arc Productions à Toronto, en Ontario. Le studio a fermé ses portes le 2 août 2016, mais ses actifs ont été vendus à la société d'Ottawa Jam Filled Entertainment, et l'entreprise a rouvert le 22 août 2016 sous le nom de Jam Filled Toronto.

## Diffusion
La série a été annoncée lors de la présentation initiale de Nickelodeon à New York le 2 mars 2016. Il devait initialement être présenté aux États-Unis le 22 août 2016 mais il a été repoussé au 8 novembre 2016. La première saison allait être diffusée sur Treehouse TV au Canada tout au long de l'automne 2016 mais elle a été reportée au 16 janvier 2017. Spin Master distribuera la série et sa gamme de produits dans le monde entier. La série a été diffusée sur Nick Junior Israel le 12 février 2017.
Le 11 juin 2016, le premier épisode est sorti sur Amazon Video en avant-première gratuite. Le même épisode a été diffusé sur les plateformes mobiles de Nickelodeon le 20 juin 2016.

## Marchandise

### DVD
Nickelodeon et Paramount Home Entertainment ont publié le DVD de l'émission le 31 juillet 2018.